# Šafránová
Šafránová je oranžovo-červená či tmavě žlutá barva vrcholku čnělky šafrána setého, z které se získává koření šafrán. Tohoto zbarvení šafrán dosahuje díky obsahu karoteniidu zvaného krocin, a barvivo z něj získavané se nazývá polychroit či safranin. Barva podobná šafránové se získává ze světlice barvířské, zvané také turecký šafrán.
Šafránová barva má několika typických a symbolických užití:
- Šafránová je barvou spojovanou s hinduismem, v kterém je chápána jako blahodárná barva a je nošena poustevníky, jógíny a během obřadů i běžnými lidmi.[2]
- Šafránová je spojována s hindutvou, hindustickým nacionalismem, a o jeho násilných projevech se hovoří jako o šafránovém teroru.[3]
- Šafránová barva se objevuje na horním pruhu indické vlajky, kde symbolizuje odvahu a obětování.[4]
- Šafránová je barvou rouch buddhistických mnichů[5]
- řecká bohyně úsvitu Éós je titulována jako Κροκοπεπλος (Krokopeplos) „šafránem oděná“.[6]